# Бровкино (Холм-Жирковский район)
Бровкино — деревня в Холм-Жирковском районе Смоленской области России. Входит в состав Болышевского сельского поселения. Население — 4 жителя (2007 год). 
Расположена в северной части области в 3 км к северо-востоку от Холм-Жирковского, в 41 км севернее автодороги М1 «Беларусь», на берегу реки Лезна. В 18 км западнее деревни расположена железнодорожная станция Канютино на линии Дурово — Владимирский Тупик. 

## История
В годы Великой Отечественной войны деревня была оккупирована гитлеровскими войсками в октябре 1941 года, освобождена в марте 1943 года.